# Renejeva čeladica
Renejeva čeladica (znanstveno ime Mycena renati) je gliva iz rodu čeladic (Mycena).

## Značilnosti
Klobuk ima v premeru od 10 do 32 mm. Je stožčast, paraboličen, na koncu izbočen, gol, plitvo nažlebkan. Sprva je temno rdečkasto rjav, kasneje postane bledo rdečkasto rjav do rožnato rjav s temnejšim osredjem.
Lističi segajo do beta in so nanj priraščeni s kratkim zobcem. Po celotnem obodu jih je od 16 do 20. So mazano bele barve; ostrinka je enake barve ali rdečkasto rjava.
Bet je visok od 15 do 65 mm in ima v premeru od 1 do 2,5 mm. Je votel, raven do rahlo ukrivljen, enakomerno debel in gol. Je svetlo rumene barve, s starostjo od spodaj postane rjav. Dnišče je prekrito z belimi vlakni.
Vonj nerazločen ali šibko po kloru. Okus rahlo spominja na redkvico.

## Razširjenost in življenjski prostor
Je široko razširjena po Evropi.
Raste kot gniloživka v majhnih skupinah ali pasovih na lesu in odpadlih vejah listavcev, kot so navadna leska, črna jelša ali bukev, od zgodnjega poletja do zgodnje jeseni, redko kasneje.

## Mikroskopske značilnosti
Trosni odtis je bele barve. Trosi so široko ovalne do pečkaste oblike, gladki, amiloidni in merijo 8–10.2 x 4.9–6 μm. Razmerje med dolžino in širino Q=1.4-1.8.

## Podobne vrste
- pripognjena čeladica (Mycena inclinata)
- prevlečena čeladica (Mycena epipterygia)

## Uporabnost
Neužitna.

## Galerija slik
- ilustracija
- lističi in zgornji del beta
- nitasto dnišče
- trosi